# Lam Lay Yong
Lam Lay Yong (geboren als Oon Lay Yong, * 12. Februar 1936 in Singapur) ist eine singapurische Mathematikhistorikerin mit chinesischen Wurzeln.

## Leben
Lam stammt aus einer Dynastie reicher chinesischer Geschäftsleute in Singapur. Sie ist die Enkelin des Singapurer Geschäftsmanns (Vorstand der chinesischen Handelskammer in Singapur)  Tan Kah Kee (1874–1961), der wegen seiner Unterstützung der Kommunisten unter Mao Zedong im Exil in Peking starb, und Nichte von dessen Schwiegersohn Lee Kong Chian (1893–1967), in den 1950er und 1960er Jahren einer der wohlhabendsten Geschäftsmänner Singapurs und Gründer der Lee Foundation.
Lam studierte an der National University of Singapore (NUS, damals noch Universität von Malaya), wo sie 1957 ihren Mathematik-Abschluss mit Bestnoten machte und dann mit einem Stipendium (Queen’s Scholarship) ihr Studium an der Universität Cambridge fortsetzte. Danach lehrte sie ab 1960 an der Universität Singapur, an der sie 1966 promoviert wurde und 1988 eine volle Professur erhielt. 1996 ging sie in den Ruhestand.
Lam befasste sich mit chinesischer Mathematikgeschichte und gilt auf diesem Gebiet international als Autorität.
1974 bis 1990 war sie Mitherausgeberin von Historia Mathematica. Sie ist Mitglied der International Academy for the History of Sciences. 2001 erhielt sie den Kenneth-O.-May-Preis. 2005 erhielt sie den Outstanding Alumni Award der NUS.

## Schriften
- A Critical Study of the Yang Hui Suan Fa, a Thirteenth-Century Mathematical Treatise, National University of Singapore Press 1977.
- Jiu Zhang Suanshu (Nine Chapters on the Mathematical Art): An Overview, Archive for History of Exact Sciences, Band 47, 1994, S. 1–51.
- Zhang Qiujian Suanjing (The Mathematical Classic of Zhang Qiujian): An Overview, Archive for History of Exact Sciences, Band 50, 1997, S. 201–240.
- mit Ang Tian Se: Fleeting Footsteps. Tracing the Conception of Arithmetic and Algebra in Ancient China, World Scientific, Singapore, 1992, 2. Auflage 2004
- A Chinese Genesis, Rewriting the history of our numeral system, Archive for History of Exact Sciences, Band 38, 1988, S. 101–108
- mit Ang Tian-Se: Circle measurements in ancient China, Historia Mathematica, Band 13, 1986, S. 325–340.
- mit Shen Kangsheng: Mathematical problems on Surveying in Ancient China,  Archive for History of Exact Sciences, Band 36, 1986, S. 1–20.
- The geometrical basis of the ancient Chinese square-root method, Isis, Band 61, 1970, S. 92–102.
- The conceptual origins of our numeral system and the symbolic form of algebra,  Archive for History of Exact Sciences, Band 36, 1986, S. 183–195.
- Linkages: exploring the similarities between the Chinese rod numeral system and our numeral system, Archive for History of Exact Sciences, Band 37, 1987, S. 365–392.
- On the Chinese Origin of the Galley Method of Arithmetical Division, The British Journal for the History of Science, Band 3, 1966, S. 66–69
- The Development of Hindu-Arabic and Traditional Chinese Arithmetics, Chinese Science, Band 13, 1996, S. 35–54
- mit Shen Kangshen: Methods of solving linear equations in traditional China, Historia Mathematica, Band 16,1989, S. 107–122
- Arithmetic in Ancient China, Lam Pin Foo, 3. Oktober 2009